# 假如愛有天意
《假如愛有天意》（： Keulraesik）是一部2003年上映的韓國愛情片，由《我的野蛮女友》的導演郭在容擔任編劇並執導，孫藝真、曹承佑、趙寅成主演。2003年1月30日在韓國上映。
故事講述一對韓國母女珠熙和梓希在各自所處的年代陷入了三角戀情的經歷，珠熙最終面臨了愛人的生離死別，但是梓希反而因為母親珠熙無果的戀情，牽起屬於自己的情緣。

## 劇情介紹
梓希是韓國單親家庭出身的女大學生，父親在她小時候就過世了。她透過好友秀景認識了秀景的暗戀對象尚民，並對他一見鍾情，但因為秀景，只能將這份感情藏在內心，只能透過替秀景幫尚民寫信，來表達對尚民的思念。直到有天，她在家中的儲藏櫃找到一個塵封已久的箱子，翻閱著裡頭的日記和書信，裡頭滿是母親珠熙和俊河相戀的過程。
時間來到1960年代，是個保守又動盪的時代。俊河在暑假回鄉下老家時和珠熙相遇，一段純真的愛情就此悄悄地萌芽。但珠熙的父親是國會議員，兩人背景懸殊，這段感情並不被珠熙的家人允許。之後，泰秀時常邀請俊河和珠熙一同出去，於是兩人悄悄在私底下表露相思之情。隨著時間過去，珠熙和俊河的感情越來越深，珠熙內心的矛盾也越來越多，因為身為泰秀的未婚妻，這段感情是不被允許的。另一方面，泰秀也慢慢愛上了珠熙，並要求俊河不必再幫他寫信，但他又覺得珠熙並不喜歡他，因此相當苦惱。
珠熙受不了內心的罪惡感和矛盾，在一次雨中的分手，告訴俊河兩人不再相見。俊河決定將這件事告訴泰秀，坦然面對兩人的愛情。泰秀知道事實後，並沒有生氣，反而原諒俊河，並知道他們兩人是真心相愛的，他告訴珠熙其實那些信都是俊河寫的，並暗中幫珠熙兩人通信。時間過得很快，又到了寒假，相愛的兩人仍不斷通信，並相約在鄉下見面。但好景不常，兩人通信的事被泰秀的父親發現，對於退出感情的泰秀，父親非常氣憤，便狠狠的打了他，而俊河也沒能再見到珠熙。
寒假過去了，某天泰秀因為受不了父親的鞭打，在學校的保健室上吊自殺，俊河發現後立即將他救下。珠熙到醫院探望泰秀時，俊河微笑忍著淚，將珠熙送他的項鍊掛在門上，象徵他將離開珠熙，珠熙追了出去，但俊河已埋沒在軍隊遊行的人潮中。兩年過去，珠熙並沒有忘記俊河，這時他和泰秀都已經是大學生。某天，她再一次遇到泰秀，並詢問他俊河的近況。得知俊河即將去參與越戰的珠熙相當難過，並再度將項鍊給了俊河，希望俊河活著回來⋯⋯。
戰爭落幕後，珠熙和俊河重逢，但在咖啡廳相聚期間，俊河對珠熙告知了自己已經結婚的消息，同時因為珠熙發現俊河對週遭店裡的物件被小孩移動沒有察覺，繼而察覺俊河雙目失明的真相。最終，珠熙理解戀情無果，嫁給了陪在她身邊的泰秀。數年後，珠熙與俊河的朋友在昔日珠熙與俊河約會的河畔相談，獲知俊河當年在咖啡廳晤談期間誆稱自己已結婚的原因，其實是為了不拖累珠熙，決定放手讓珠熙離開，同時被告知俊河已於數年前病逝的消息，站在河岸邊放聲痛哭。
現代時間線方面，梓希在經過秀景交換尚民贈與的禮盒、發現母親生前的遺物、秀景與尚民鬧翻的事件後，開始和尚民頻繁互動。故事尾聲，已成為戀人的梓希與尚民在河岸邊談心期間，梓希向尚民訴說當年母親珠熙和俊河之間的戀情後，為之動容的尚民取出兼為梓希戴上珠熙當年給俊河的項鍊，同時道出自己正是俊河的兒子。當年珠熙和俊河之間無緣的愛情，卻在時隔多年後再度牽起梓希與尚民的情緣。

## 演員陣容

### 主要人物
- 孫藝真 飾演 成珠熙／尹梓希
- 曹承佑 飾演 吳俊河
- 趙寅成 飾演 吳尚民

### 其他人物
- 李己雨 飾演 尹泰秀
- 徐令姬 飾演 娜熙
- 李珠恩 飾演 秀景
- 楊賢泰 飾演 碩宇
- 金秉玉 飾演 班主任
- 李勝哲 飾演 泰秀的父親
- 玄淑喜 飾演 泰秀的母親
- 李美淑 飾演 珠熙的母親
- 金正泰 飾演 俊河的鄉下朋友
- 全正路 飾演 俊河的鄉下朋友

### 特別出演
- 林藝真 飾演 小食店姐姐
- 騎自行車的風景
- 金亨燮
- 姜仁鳳

## 原聲帶
| 曲序 | 曲目                                                   |        | 作曲   | 编曲   | 演唱者                  |
| ---- | ------------------------------------------------------ | ------ | ------ | ------ | ----------------------- |
| 1.   | 越愛越深（사랑하면 할수록）                            | 劉永碩 | 劉永碩 | 金基完 | 韓成民                  |
| 2.   | Pachelbel (Canon In D Major)                           |        |        |        | Various Artists         |
| 3.   | 媽媽的情書（엄마의 연애편지）                          |        |        |        | Various Artists         |
| 4.   | 螢火蟲（반딧불이）                                     |        |        |        | Various Artists         |
| 5.   | Folk Dance（포크댄스）                                 |        |        |        | Various Artists         |
| 6.   | Do Wah Diddy Diddy                                     |        |        |        | Manfred Mann            |
| 7.   | 我對於你，你對於我（너에게 난 나에게 넌）              |        |        |        | 騎自行車的風景          |
| 8.   | Hippy Hippy Shake                                      |        |        |        | The Swinging Blue Jeans |
| 9.   | Vivaldi Cello Concerto RV424 B Minor                   |        |        |        | Various Artists         |
| 10.  | 悲傷華爾茲（슬픈왈츠）                                 |        |        |        | Various Artists         |
| 11.  | 我們什麼都做不了（우린 아무것도 할 수 없어）           |        |        |        | Various Artists         |
| 12.  | 等待（기다림）                                         |        |        |        | Various Artists         |
| 13.  | 在雨中（빗속에서）                                     |        |        |        | Various Artists         |
| 14.  | 痛苦的愛不是愛情（너무 아픈 사랑은 사랑이 아니었음을） |        |        |        | 金光石                  |
| 15.  | 泰秀和俊河（태수와 준하）                              |        |        |        | Various Artists         |
| 16.  | 悲傷華爾茲2（Nedval）（슬픈왈츠2 (네드발)）            |        |        |        |                         |
| 17.  | 回想（회상）                                           |        |        |        | Various Artists         |
| 18.  | 在河邊（강가에서）                                     |        |        |        | Various Artists         |

## 獎項榮譽

### 頒獎禮
| 年份   | 頒獎禮                   | 獎項                    | 入圍者           | 結果 |
| ------ | ------------------------ | ----------------------- | ---------------- | ---- |
| 2003年 | 第2屆大韓民國電影大獎    | 最佳音樂                | 曹英沃           | 獲獎 |
| 2003年 | 第24屆青龍電影獎         | 最佳導演                | 郭在容           | 提名 |
| 2003年 | 第24屆青龍電影獎         | 人氣明星獎              | 孫藝珍           | 獲獎 |
| 2003年 | 第39屆百想藝術大獎       | 電影部門 最佳新人女演員 | 孫藝珍           | 獲獎 |
| 2003年 | 第40屆大鐘獎             | 最佳新人女演員          | 孫藝珍           | 獲獎 |
| 2003年 | 第11屆春史電影獎         | 最佳音樂                | 曹英沃           | 獲獎 |
| 2003年 | 第11屆春史電影獎         | 最佳照明                | 趙明尚           | 獲獎 |
| 2003年 | 第14屆夕張國際奇幻電影節 | 最高人氣獎              | 《假如愛有天意》 | 獲獎 |
| 2004年 | 第23屆香港電影金像獎     | 最佳亞洲電影            | 《假如愛有天意》 | 提名 |

### 電影節
2003年
- 第7屆富川國際奇幻電影節
- 第3屆光州國際電影節
- 第14屆夕張國際奇幻電影節（英语：Yubari International Fantastic Film Festival）
- 第4屆價值春天電影節

2004年
- 第3屆紐約韓國電影節

2009年
- 第7屆佛羅倫薩韓國電影節

## 翻拍作品
中国大陆于2024年翻拍该片，以林孝謙为中心的《想见你》制作团队负责制作，由李宛妲、林一主演，定名《我们的命中注定》，预计2025年上映。

## 外部連結
- NAVER上《假如愛有天意》的資料
- Daum上《假如愛有天意》的資料

- 韩国电影数据库（KMDb）上《假如愛有天意》的資料
- 豆瓣电影上《假如愛有天意》的資料 （简体中文）
- 互联网电影数据库（IMDb）上《假如愛有天意》的资料（英文）
- 《假如愛有天意》在HanCinema的页面（英文）